# 1037年
| 千纪： | 2千纪 |
| 世纪： | 10世纪 \| 11世纪 \| 12世纪                                                                                     |
| 年代： | 1000年代 \| 1010年代 \| 1020年代 \| 1030年代 \| 1040年代 \| 1050年代 \| 1060年代                               |
| 年份： | 1032年 \| 1033年 \| 1034年 \| 1035年 \| 1036年 \| 1037年 \| 1038年 \| 1039年 \| 1040年 \| 1041年 \| 1042年     |
| 纪年： | 丁丑年（牛年）；契丹重熙六年；北宋景祐四年；大理正治十一年；西夏大慶二年；越南通瑞四年；日本長元十年，長曆元年 |

## 大事记
- 中國
  - 宋朝廷發布科举應試用的《禮部韻略》。
- 西亞
  - 圖赫里勒·貝格在內沙布爾建立塞爾柱帝國。
- 歐洲
  - 康拉德二世在意大利頒佈「封地法」，規定貴族的采邑為世襲，以免大領主肆意兼併小領主的領地。
  - 基輔大公智者雅羅斯拉夫開始興建聖索菲亞主教座堂。
  - 卡斯蒂利亞國王斐迪南一世攻滅萊昂王國政權並殺死該國國王貝爾穆多三世，萊昂與卡斯蒂利亞合併成單一政權。

## 出生
- 1月8日——苏轼，字子瞻，一字和仲，号东坡居士，北宋文学家（1101年去世，64岁）

## 逝世
- 阿维森纳，波斯学者
- 貝爾穆多三世，萊昂王國國王（1010年出生，27歲）